# هشام بن سالم
هشام بن سالم فقيه ومحدث ومتكلم شيعي من أصحاب الإمام الصادق والإمام الكاظم ، وبحسب تراجم أهل السنة فأنه كان من المشبهة وتنسب إليه فرقة الهاشمية أو السالمية.
وقع بعنوان هشام بن سالم في أسناد كثير من الروايات عند الشيعة، تبلغ ستمائة وثلاثة وستين موردا.

## نسبه
هشام بن سالم مولى بشر بن مروان الجواليقي الجعفي ، أصله من أهالي الجوزجان وهي إحدى مناطق بلخ، وذكرت بعض المصادر على أنه من سبايا الجوزجان، وبقي هشام بن سالم حيا حتى سنة 183 هـ، يكنى أبا محمد.

## روايته
روى عن: جعفر الصادق، موسى الكاظم، وأبي إبراهيم، وأبي أيوب الخزاز، وأبي بصير، وأبي حمزة، وأبي حمزة الثمالي، وأبي خالد الكابلي، وأبي العباس، وأبي عبيدة، وأبي عبيدة الحذاء، وأبي عمرو الأعجمي، وأبي عمرو الكناني، وأبي مريم الأنصاري، وأبي الورد، وابن أبي يعفور، وأبان بن تغلب، وأبان بن عثمان، وإسماعيل بن جابر، وإسماعيل الجعفي، وبريد العجلي، وجابر بن يزيد الجعفي وغيرهم
روى عنه: أبو أسامة، وأبو يحيى الواسطي، وابن أبي عمير، وابن محبوب، وابن مسكان، وأحمد بن محمد بن أبي نصر، وجعفر بن بشير، وجميل، والحسن بن علي، والحسن بن محبوب، والحسين الحرشوش، وحماد بن عثمان، وسليمان بن جعفر، وشهاب، وصفوان، وصفوان بن يحيى
الجرح والتعديل: قال النجاشي: ثقة ثقة له كتاب الشيخ الطوسي «مولاهم، كوفي» الشيخ المفيد «من الرؤساء والاعلام، المأخوذ منهم الحلال والحرام، والفتيا والاحكام، الذين لا يطعن عليهم بشئ، ولا طريق إلى ذم واحد منهم» العلامة الحلي «روى عن أبي عبد الله وأبي الحسن (عليهما السلام) ثقة ثقة» وذكره ابن داود الحلي فيمن قيل بأنه ثقة ثقة ابن الغضائري «ثقة، ثقة»

## الأقوال المنسوبة إليه
نسب بعض علماء أهل السنة لهشام بن سالم أقوال، ومنها:
- صورة الله: نسب السمعاني وأبو الحسن الأشعري إلى فرقة تسمى بـ (الهشامية) المنتسبة لهشام بن الحكم وهشام بن سالم، وقالوا: إنَّ هشام بن سالم كان يقول: أن معبوده جسم، وأنه على صورة الإنسان ولكنه ليس بلحم ولا دم، بل هو نور ساطع يتلالا بياضا، وله حواس خمس كحواس الإنسان، ويد ورجل وسائر الاعضاء، وأن نصفه الأعلى مجوف، ونصفه الأسفل مصمت.[12][13][14]
- الاستطاعة: ذكر أبو الحسن الأشعري أن هشام بن سالم كان يقول: أن الاستطاعة جسم وهي بعض المستطيع.[15]